# Álex Lora
José Alejandro Lora Serna (Puebla de Zaragoza, 2 de diciembre de 1952), más conocido como Álex Lora, es un 
cantautor, músico y multinstrumentista mexicano, conocido por ser el vocalista y fundador de la banda de rock y blues El Tri.

## Primeros años
Álex Lora es hijo de Eloísa Serna. A finales de los años 1968 formó junto a Carlos Hauptvogel y Guillermo Berea, un grupo llamado Three Souls in My Mind en el que interpretaban canciones en inglés de su autoría, lo cual era común por considerarlo el "lenguaje del rock". Durante esta época grabaron dos álbumes. En 1971 la banda participó en el Festival de Rock y Ruedas de Avándaro.
Hacia el año 1973, el grupo tomó iniciativa de grabar un álbum con canciones inéditas, donde el lenguaje coloquial predominaba y los temas eran un grito exigente de libertad en varios sentidos de la juventud de la época hacia los padres o el gobierno en turno, que dio como resultado una excelente comunicación del grupo con el público. Esto dio paso a que otras bandas mexicanas los imitaran. 
Debido a lo irreverentes que eran las letras de sus canciones, a este y otros conjuntos con las mismas tendencias, no les fue permitido presentarse en los medios de comunicación masiva, pero sus grabaciones y presentaciones en vivo —sobre todo en los conocidos hoyos funkie—, sí fueron muy bien aceptadas. Es conocido por la frase: "¡Que Viva El Rock and Roll!".

## Formación de El Tri
No obstante, Carlos Hauptvogel decidió separarse de la banda en 1984, pero mantuvo los derechos del nombre.   Esto motivó a que Lora formara otra banda, la cual bautizó como "El Tri" de la Virgen de Guadalupe, abreviatura con la que era conocida el grupo anterior. 
Sus treinta años de carrera artística los celebró en el Auditorio Nacional, acompañado por la Sinfónica FM y otros músicos que lo habían acompañado en su carrera como Lalo Toral, Zbigniew Paleta y Felipa Souza. En septiembre de 2005, ante cientos de mexicanos, develó una estatua con su imagen en la ciudad de Los Ángeles. También en 2008, Álex Lora y El Tri festejaron su cuadragésimo aniversario de carrera musical.
En el 2018 festejó su 50 aniversario con un concierto en el palacio de los deportes que duró 6 horas y lleno total, actualmente es uno de los iconos de la música en México de más longevidad.